# François Étienne de Rosily-Mesros

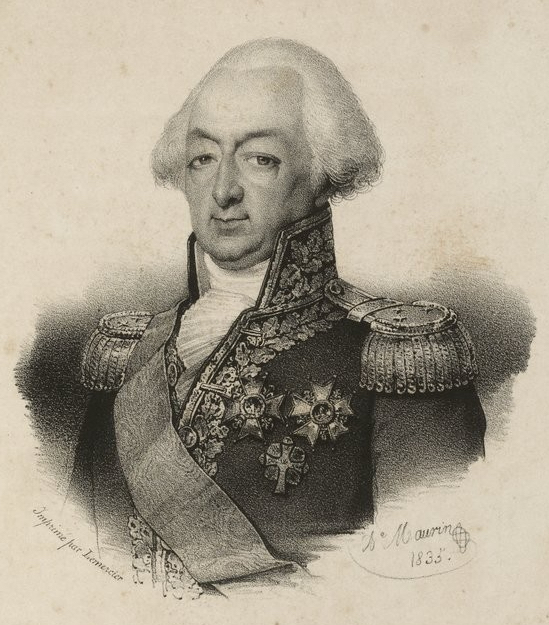
François Étienne de Rosily-Mesros

François Étienne de Rosily-Mesros (* 13. Januar 1748 in Brest, Frankreich; † 12. November 1832 in Paris, Frankreich) war ein französischer Admiral unter Napoléon Bonaparte.

## Leben
François Rosily war der Sohn des Feldmarschalls und Marineoffiziers François Joseph de Rosily-Mesros und seiner Frau Marie Jeanne Renée Gourio. Er trat im Alter von 14 Jahren als Seekadett in den Marinedienst.
Als Offiziersanwärter (Enseigne) fuhr er ab 1771 auf der La Fortune bei der Expedition unter dem Kommando von Yves Joseph de Kerguelen de Trémarec. Kerguelens Expedition sollte das sagenhafte Land im Süden Terra Australis entdecken und für Frankreich in Beschlag nehmen. Seine Reise führte von Madagaskar nach Java und bis nach Timor und dann auf Südkurs im weiten Bogen wieder zurück nach Madagaskar. Allerdings konnten die Franzosen lediglich die Inselgruppe der Kerguelen finden. Schlechtes Wetter trennte die Schiffe, und Rosily gelangte an Bord der Gros Ventre 1773 zurück nach Frankreich. Umgehend machte er sich erneut auf die Reise, traf Kerguelen auf Mauritius und kehrte nach weitgehend erfolgloser Fahrt 1774 zurück nach Paris. Er erstattete der Marineakademie einen ausführlichen Bericht seiner Reise.
1778 erhielt er das Kommando über die Coureur, die entlang der Küste und im Ärmelkanal patrouillierte. Beim Gefecht um die Belle Poule mit den Briten geriet er in Gefangenschaft. Für seine Tapferkeit erhielt er das Kreuz des Ordre royal et militaire de Saint-Louis. 1780 kam er wieder frei und erhielt das Kommando über die Lively.
1782 wurde ihm ein neues Schiff, die Cléopâtre zugewiesen, mit der er bei der Schlacht von Gondelour im Süden Indiens teilnahm. Die Marineakademie nahm ihn 1785 als Mitglied auf.
1784 wurde er zum Capitaine de Vaisseau befördert und übernahm die Vénus, mit der er im Indischen Ozean und in Fernost hydrografische Untersuchungen vornahm. 1788 befehligte er die Méduse, während der Französischen Revolution befand er sich in Übersee.
Der Umsturz in Frankreich hinderte nicht seinen weiteren Aufstieg. Zu Jahresbeginn 1793 wurde Rosily zum Konteradmiral befördert und heiratete Marie Thérèse de Courbon, die Tochter des Admirals Courbon. 1795 ernannte man ihn zum Direktor des Dépôt des cartes et plans de la Marine; 1796 folgte die Ernennung zum Vizeadmiral.
Unter dem Regime von Napoléon Bonaparte sollte Rosily den Admiral Pierre de Villeneuve ablösen; als dieser von seiner bevorstehenden Absetzung erfuhr, verließ er den Hafen von Cádiz und führte die vereinte spanisch-französische Flotte am 21. Oktober 1805 in die Schlacht von Trafalgar, die zur vernichtenden Niederlage für Spanier und Franzosen wurde. Als Rosily in Cádiz eintraf, fand er nur noch fünf verbliebene französische Schiffe vor, die zudem schwer beschädigt waren. Er ließ die Restflotte wieder seetüchtig machen, konnte aber wegen der britischen Blockade den Hafen nicht verlassen.
Dieses Patt blieb zweieinhalb Jahre lang bestehen, bis Napoleon 1808 Spanien besetzte, um seinen Bruder Joseph Bonaparte auf den spanischen Thron zu heben. Die Spanier erhoben sich gegen die Besatzer, und die französische Flotte im Hafen Cádiz sah sich in einer prekären Situation: Die Spanier verweigerten den Zugang zu Land, und die Briten und die Reste der spanischen Flotte bedrängten die Franzosen von See her. Entsatz sollte einmal durch eine französische Flotte kommen, zum anderen von der Landseite durch die Armee von Pierre Dupont de l’Étang, der Richtung Cádiz marschierte. Als die Entsatzflotte Anfang Juni nicht eintraf, begann Rosily Verhandlungen mit dem spanischen Offizier Tomás de Morla. Im Ergebnis übergaben die Franzosen ihre Schiffe den Spaniern und erhielten dafür freies Geleit für Rosily und seinen Stabschef.
Rosily nahm seine Arbeit als Leiter des Kartenamtes wieder auf und wurde 1809 von Napoleon zum Grafen des Empire erhoben. Als Ersatz für Louis Antoine de Bougainville leitete er ab Oktober 1811 das Bureau de Longitudes, das französische Vermessungsamt. Im selben Jahr wurde er zum Vorsitzenden des Komitees für Schiffskonstruktionen berufen. 1813 erhielt er gemeinsam mit Jean Bernard Tarbé de Vauxclaires den Auftrag, einen geeigneten Standort für einen Marinestützpunkt an der Mündung der Elbe zu suchen. Dieser Plan wurde durch den Sturz Napoleons 1814 nicht mehr verwirklicht.
Auch nach der Wiedereinsetzung der Bourbonen blieb Rosily in Amt und Würden. Rosily begann mit der Vermessung der französischen Küste und wurde in die Ehrenlegion sowie 1816 in die Académie des Sciences aufgenommen. Hochdekoriert zog er sich 1827 in den Ruhestand zurück und starb 1832. Er wurde auf dem Friedhof Père-Lachaise beerdigt. Sein Name ist auf dem Arc de Triomphe in Paris verewigt.